# Arabisch rapport van menselijke ontwikkeling
Het Arabisch rapport van menselijke ontwikkeling (Arab Human Development Report, AHDR) is een onafhankelijk platform dat gesponsord wordt door het Ontwikkelingsprogramma van de Verenigde Naties (UNDP). Het AHDR biedt toonaangevende Arabische wetenschappers de mogelijkheid om uitdagingen en kansen te analyseren in de menselijke ontwikkeling in de Arabische wereld.
Het AHDR publiceert jaarlijks een rapport dat op de website wordt gepubliceerd in het Arabisch, Engels en Frans.

## Geschiedenis
AHDR werd gestart in het jaar 2000 en leverde het eerste rapport op in 2002. In dat rapport trekt de belangrijkste auteur, Nader Fergany, de conclusie dat de achterstand in de islamitische wereld voortkomt uit drie tekortkomingen: 1) gebrek aan vrijheid, 2) gebrek aan kennis, en 3) gebrek aan vrouwkracht.
Anno 2011 zijn er sinds de start in 2002 jaarlijks edities van het AHDR uitgekomen. Daarnaast is er een groot aantal papers gepubliceerd.

## Sponsoring en onderscheiding
Naast de sponsoring van het Ontwikkelingsprogramma van de Verenigde Naties ontving het AHDR-project subsidies van het Arab Fund for Economic and Social Development (AFESD) en het Arab Gulf Programme for United Nations Development Organizations (AGFUND).
In 2003 werd het rapport van 2002 bekroond met een Prins Claus Prijs met een dotatie van 25.000 euro. De jury van het Prins Claus Fonds noemde het rapport agendabepalend voor de volgende vijftig jaar en in lijn met de doelstellingen van het fonds om ruimtes van vrijheid te creëren.